# Kościół św. Kazimierza w Nowych Piekutach
Kościół pw. Świętego Kazimierza w Nowych Piekutach – rzymskokatolicki kościół parafialny należący do dekanatu Szepietowo diecezji łomżyńskiej.

## Historia
Budowa obecnej świątyni murowanej rozpoczęła się w 1937 roku. Kościół został zbudowany i wyposażony dzięki staraniom proboszczów: księdza Rocha Modzelewskiego, księdza Wacława Olszewskiego i księdza Józefa Kaczyńskiego. Budowla została konsekrowana w dniu 23 listopada 1975 roku przez biskupa łomżyńskiego Mikołaja Sasinowskiego. W latach 1993–2000 dzięki staraniom księdza proboszcza Józefa Bagińskiego zostały wykonane prace renowacyjno-remontowe wnętrza świątyni, zostały wykonane elewacje zewnętrzne.